# آبسه مغزی
آبسه مغزی (به انگلیسی: Brain abscess) تجمع چرک ناشی از یک عفونت باکتریال در مغز یا خارجی‌ترین لایه از سه لایه غشایی است، که مغز و نخاع را می‌پوشانند.

## اطلاعات اولیه

### علایم شایع
علایم زیر به تدریج و در عرض چند ساعت ظاهر می‌شوند. این علایم شبیه علایم تومور یا سکته مغزی هستند:
- درد در قسمت پشتی و ناحیهٔ کمر، در صورتی که عفونت، در غشای پوشاننده نخاع باشد.
- سردرد.
- حالت تهوع و استفراغ.
- ضعف، بی‌حسی یا فلج یک طرف بدن.
- راه رفتن نامنظم.
- تشنج.
- تب
- منگی، گیجی، یا دارا بودن حالت هذیانی.
- مشکل در صحبت کردن.

## علل
منشأ اولیه عفونت باکتریایی، که موجب بروز آبسه مغزی (اپی‌دورال) می‌شود را اغلب نمی‌توان یافت؛ ولی سه علت زیر، از شایع‌ترین آنها هستند:
- عفونتی که از جمجمه، به درون آن گسترش می‌یابد، مثلاً استئومیلیت(عفونت استخوان و مغز استخوان)، ماستوئیدیت(عفونت زایده ماستوئید در پشت گوش)، یا سینوزیت(عفونت سینوس‌ها).
- عفونتی که به دنبال شکستگی جمجمه آغاز می‌شود و گسترش می‌یابد.
- عفونتی که از سایر بخش‌های بدن که دچار عفونت شدند (مثلاً ریه‌ها، پوست، یا دریچه‌های قلب) و از راه خون گسترش می‌یابد.

## عوامل افزایش دهنده خطر
- صدمه به سر
- وجود یک بیماری، که مقاومت بدن را کاهش داده باشد (به خصوص دیابت)
- بروز یک عفونت، به خصوص در اطراف بینی، چشم‌ها و صورت[۲]
- عاملی که دستگاه ایمنی بدن، را (به علت بیماری (مثلاً ایدز) یا داروها) سرکوب کرده باشد.
- تزریق وریدی مواد مخدر

## پیشگیری
در صورت بروز هر گونه عفونت در بدن به پزشک مراجعه کنید، به خصوص اگر عفونت در اطراف بینی یا صورت باشد (مثلاً عفونت گوش یا آبسه دندان). با مراجعه زود هنگام می‌توان از گسترش عفونت جلوگیری کرد.
در هر گونه فعالیتی که خطر صدمه رسیدن به سر وجود دارد، از کلاه ایمنی و سایر وسایل حفاظتی استفاده نمایید.

## عواقب مورد انتظار
با تشخیص و درمان زودهنگام معمولاً خوب می‌شود.
تهدید کننده زندگی درون جمجمه است.
علائم آبسه بستگی به جایی که در بدن شما ایجاد می شود دارد

## عوارض احتمالی
- بروز حملات تشنج، اغماء و مرگ، در صورتی که درمان انجام نشود.
- آسیب دایمی به مغز

## درمان

### اصول کلی
- آزمایش‌های تشخیصی ممکن است شامل موارد زیر باشند:

آزمایش خون، آزمایش مایع نخاع، نوار مغز، سی‌تی‌اسکن، عکس‌برداری از جمجمه
- نیاز به مراقبت ویژه وجود دارد.
- درمان طبی یا جراحی بستگی به محل آبسه دارد. معمولاً احتیاج به دادن آنتی‌بیوتیک و نیز جراحی برای تخلیه آبسه‌است. سایر درمان‌هایی که ممکن است لازم شوند عبارت‌اند از مایعات داخل وریدی و تهویه مکانیکی

### داروها
- آنتی‌بیوتیک برای ۶-۴ هفته جهت مبارزه با عفونت
- داروهای ضد تشنج برای پیشگیری از بروز حملات تشنجی
- کورتیکواستروییدها برای کاهش تورم مغزی پس از عمل جراحی

### فعالیت
هنگامی که در بیمارستان هستید نیاز به استراحت در تخت دارید. پس از طی دوران نقاهت ۳-۲ هفته‌ای، به هر اندازه که قدرت بدنی و احساس خوب بودن به شما اجازه می‌دهد، فعالیت داشته باشید.

### رژیم غذایی
به هنگام بستری در بیمارستان، امکان دارد تزریق مایعات داخل وریدی ضروری باشد. پس از درمان، یک رژیم عادی و متعادل داشته باشید.

### در این شرایط به پزشک مراجعه نمایید
- اگر شما یا یکی از اعضای خانواده‌تان یکی از علایم آبسه مغزی یا اپی‌دورال را دارید.
- اگر تب به اندازه ۳/۳۸ درجه سانتیگراد یا بیشتر افزایش یابد.
- اگر دچارعلایم جدید و غیرقابل کنترل شده‌اید و استفاده از داروهای مورد استفاده در درمان، ممکن است عوارض جانبی به همراه داشته باشند